# Сукуша
Сукуша — река в России, протекает в городском округе Ступино Московской области. Правый приток Городёнки.
Берёт начало неподалёку от деревни Кочкорево. Течёт на север, пересекает Большое кольцо МЖД. Устье реки находится у деревни Фоминка, в 5,8 км по правому берегу реки Городенка. Длина реки — 20 км, площадь её водосборного бассейна — 95,3 км². Долина реки Сукуши имеет высокие живописные берега, благодаря чему здесь проходят туристические маршруты.
Вдоль течения реки от истока до устья расположены населённые пункты Авдулово-2, Авдулово-1, Новоселки, Еганово, Чиркино.
По данным Государственного водного реестра России, относится к Окскому бассейновому округу. Речной бассейн — Ока, речной подбассейн — бассейны притоков Оки до впадения Мокши, водохозяйственный участок — Москва от водомерного поста в деревне Заозерье до города Коломны.